# Laticoleus infumatus
Laticoleus infumatus là một loài tò vò trong họ Ichneumonidae.